# شركة طوكيو للطاقة الكهربائية
شركة طوكيو للطاقة الكهربائية (باليابانية: 東京電力株式会社 طوكيو دينريوكو كابوشكي كايشا) وتعرف أيضا باسم تودين (東電) أو تيبكو (TEPCO)، هي شركة خدمات الكهرباء والتي تغطي منطقة خدمة كانتو، ومحافظة ياماناشي، والجزء الشرقي من محافظة شيزوكا. يقع مقر الشركة في تشيودا، طوكيو، ولها مكاتب فرعية دولية في واشنطن ولندن.
تعتبر هذه الشركة هي رابع أكبر شركة للطاقة الكهربائية في العالم وأكبرها في آسيا. حيثت تبيع مجموع الكهرباء سنوياً بنفس المبلغ المعادل لاستخدام إيطاليا في سنة. وتبلغ حصة هذه الشركة في السوق الكهربائية اليابانية حوالي الثلث تقريبا. وعلى اعتبار وجود 10 شركات مزودة للطاقة الكهربائية في اليابان، فإن تيبكو تحتل منصب قيادي في صناعة الطاقة في اليابان.

## اقرأ أيضا
- شركة كانساي للطاقة الكهربائية

## وصلات خارجية
- الموقع الرسمي